# Lisette Lagnado
Lisette Lagnado (Kinshasa, República Democrática de Congo, 24 de febrero de 1961) es una periodista, crítica de arte, profesora universitaria y curadora brasileña.

## Biografía
Originaria de Kinsasa, y radicada en la ciudad de São Paulo desde la adolescencia, Lisette hizo el bachillerato en Comunicación Social por la Pontificia Universidad Católica de São Paulo, donde también obtendría el título de la maestría. Y su Ph.D. en Filosofía lo obtuvo por la Universidad de São Paulo. Fue curadora general de la 27ª Bienal Internacional de Arte de São Paulo, de 2006; y también curó la Exposición de Iberê Camargo (1914-1994) en la Bienal del Mercosur de 1999. Su más reciente y notorio trabajo fue la curaduría de la "Exposición "Drifts and Derivations: Experiences, Journeys and Morphologies" en el Museo Nacional Centro de Arte Reina Sofía en Madrid, en 2010.
Comenzó su carrera como colaboradora y coeditora de "Arte em São Paulo", fundada por el pintor Luiz Paulo Baravelli, y realizó la catagolización de la obra del artista Leonilson (1957-1993). Fue redactora y crítica de arte del periódico Folha de S. Paulo en los años 80. 
Desde 2001, es coeditora, con Alcino Leite Neto y Esther Hamburgerde, de la revista cultural electrónica Trópico, publicada por la UOL, y realiza actividades académicas como profesora en la Facultad Santa Marcelina.